# Alfa Romeo 145 Bertone Sportut
La Sportut è una concept car prodotta dall'Alfa Romeo nel 1997.

## Descrizione e storia
Presentata al Salone dell'automobile di Ginevra nel 1997, aveva una carrozzeria SUV quattro porte. La trazione era integrale. Questa concept car venne progettata da Bertone e derivava dall'Alfa Romeo 145.
La Sportut possedeva un motore quattro cilindri in linea anteriore e trasversale da 1.995 cm³ di cilindrata, che erogava 112 kW di potenza a 6.200 giri al minuto. Il cambio era manuale a cinque rapporti.